# Gomesa sarcodes
Gomesa sarcodes  es una especie de orquídea epifita. Es nativa del sudeste de Brasil.

## Descripción
Es una orquídea de tamaño medio, epífita con pseudobulbo levemente comprimido que lleva 2 raramente 3 hojas apicales, suberectas, oblongas y agudas. Florece en primavera con una inflorescencia de 90 a 180 cm de largo, delgada, arqueada, ramificada, opaca con manchas púrpura con 6 a 8 ramas ascendentes, con cada rama llevando de 3 a 8 flores brillantes de larga duración.

## Distribución y hábitat
Se encuentra en los estados de Paraná, São Paulo, Minas Gerais y Río de Janeiro de Brasil en las selvas costeras en alturas alrededor de 50 metros. arborescentes o corcho. 

## Taxonomía
Gomesa sarcodes fue descrita por (Lindl.) M.W.Chase & N.H.Williams y publicado en Ann. Bot. (Oxford) 104(3): 398. 2009
Etimología
Gomesa: nombre genérico que fue otorgado en honor al botánico portugués Bernardino Antonio Gomes.
sarcodes: epíteto latíno que significa "parecido a la carne".
Sinonimia
- Anettea sarcodes (Lindl.) Szlach. & Mytnik
- Baptistonia sarcodes (Lindl.) Chiron & V.P.Castro
- Oncidium rigbyanum Paxton
- Oncidium sarcodes Lindl.[3][4][5]